# Sadko Hadžihasanović
Sadko Hadžihasanović (Bihać, 1959. - ), slikar

## Životopis
- Osnovnu školu i gimnaziju završio u Bihaću.
- Studije slikarstva diplomirao 1982. g. na Likovnoj akademiji u Sarajevu.
- Postdiplomske studije slikarstva završio 1984.g. na Likovnoj akademiji u Beogradu.

- Svoju reputaciju počeo graditi u okviru slikarske grupe "Zvono" u Sarajevo, koja je u BiH

slikarstvo unijela raskid s tradicijom realističkog tretmana motiva približivši se idejama
suvremenog joj pokreta konkretizma u poeziji BiH.
- Živi i stvara u Kanadi.

## Bibliografije
- Meliha Husedžinović: Aspekt i položaj umjetnosti u Bosni 1949-99., 50 Pedeset godina umjetnosti u Srenjoj Europi 1949-1999., Museum Moderner Kunst Stiftung Ludwig, Wien

- Meliha Husedžinović: BodyArt u Bosni i Hercegovini, BodyArt i Istok, Muzej Moderne umjetnosti,Ljubljana, Slovenija

## Kritički prikazi
- 2004,     Fuse, volume 27 number3, Like che by Ingrid Mayrhofer
- 2004,     Ciel Variable, number 65, review of show at Vu by Sylvian Campeau
- 2003,     Border Crossing, painting issue no.88, Wallpaper Weight
- 2003,     Dužnost, o Licu - Jean-Claude Rochefort
- 2003,     Sada, Hitovi Galerije Hop - thomas Hirschmann
- 2002,     The Gazette, Portreti nestale djece - Henry Lehmann
- 2002,     Fuse magazine ,3 Esseys on Growing Up - Terence Dick
- 2002      Globe&Mail,  Gallery going - Gary M. Dault
- 2001,     Now, March 22-28,Deset snova - Diedre Hanna
- 2001,     Globe & Mail,Mart 31., Mladić Čovjeku -  Gary Michael Dault
- 2000,     Lola, fall issue, Shotguns, Reading the Face by Sherri Telenko
- 2000,     Nov.   Dec. 14., Dobar ukus - Dierdre Hanna
- 2000,     Artičoka, Pad/Zima 2000., Portretizam  - Corrina Ghaznavi
- 2000,     The Record,  Juni 22., Facing the Camera by Robert Reid
- 2000,     Oslobodenje,Sarajevo Juli 16., Zašto Tapeta umjesto Slikarskog Platna - Jelena Jevdžević
- 2000,       Globe& Mail, June 24, GalleryGoing by Gillian Mackay (Real Man show )
- 2000,       National Post, June 24, At the Galleries by Thomas Hirschman (Real Man show)
- 2000,       Canadian Art, spring issue,  Fast Forward
- 2000,       National Post, Mart. 25, Osvježenje portretiranja, - Thomas Hirschman
- 2000,       Globe&Mail,Mart 13., Someup-to-date for an Old-fashioned Art - Blake Gopnik
- 2000,       Globe& Mail,  Feb.20., Family Viewing  - Nora Underwood
- 1999,       National Post, Nov. 6, How to Kickstart Your Art Collection - Tanya Linton
- 1999,       The Wealthy Boomer, This is Our Wake-up Call by Gary Michael Dault
- 1999,       Missisauga News, Sadko’s Work on Display at The Peel Art Gallery by Katherine Sealey
- 1999,       Canadian Art, summer, Fast Forward
- 1999,       C- maagazine, Manifest Destiny: five modest reactions by Julie Voyce
- 1999,       Globe and Mail, Febr. 20, Gallery going by Gary Michail Dault (Ways to Remember )
- 1998        Toronto life, Oct.1998, This Month by Kye Macear (solo Exhibition at Paul Petro )
- 1998,        EYE, dec.3, Portraits of Unsettled Youth by R.M.Vaughan
- 1998,        Global and Mail, nov.7 From Sidewalk to Salon by Gary Michail Dault
- 1998,        Lola, number 2, Shotguns (by John Massier, Catherine Osborne)
- 1998,        Canadian Art, summer, Fast Forward
- 1998,        Artfocus, spring,summer, Drug Show,
- 1998,        The Globe and Mail, may 16, Famous Art Star? by Blake Gopnik
- 1998,         Mix- magazine, spring issue, Artist- Run Culture
- 1998,         Artichoke, spring issue, Contemplating Tadzio's Smile by Stuart Reid
- 1998          Metro Times ,Detroit,  Of Brides and Boys by Glen Mannisto
- 1998,         C- magazine, feb. -apr.,  Stupidity is Kool by Jonh Amstrong
- 1997,         The Globe and Mail ,Dec.6,  Deck the Walls by B.A. Jordan and G. Mackey
- 1997,         Now Magazine, Sept.-14, Highly Recommended by Dierdre Hanna
- 1997,         The Globe and Mail, June 24, Out from behind the "Ironic Curtain" by Val Ross
- 1997          Parachute, winter issue, Emerging Artist Showcase by Sylvie   Fortin
- 1996,         The Globe and Mail, Dec. 7 Gallery Going by Gillian MacKay
- 1996,        Now Magazine, Dec. 12-18, Sharp Show Burst the Bubble of Machismo - Nathalie-Rose Fischer
- 1996,         Toronto Life, (dec.) This Month by Donald Brackett
- 1996           Mix-magazine, winter 96/97, Artist-Run Culture
- 1996          The Citizen ,Ottawa,  Aug. 4,  New Group of Seven Pokes Fun at Many Facets of   Human Life - Virginia Howard
- 1996          Ledroit, Ottawa-Hull ,Aug. 17, Destinations Inconues by Joanne Legault
- 1996,          Fulcrum, Ottawa, Aug. 8,  Emerging Artists Showcase Gallery 101 Gets Back To Its Artist Run Roots by Stephanie Power
- 1995        Fuse-magazin, volumen 19 ,Where's the Fruit by Andrew Harwood

## Članstva
- 2003          Symposium Internationale d’art Contemporain de Baie-St-Paul
- 1997          Art Residency at the Blue Mountain Centre, New York, N.Y.
- 1997          Visiting Artist at Open Studio, Toronto, Ont.

## Čitanja i slajd projekcije
- 1997    Open Studio, Toronto, Ont.
- 1997    Sheridon College, Oakville, Ont.
- 1998	 Struts Gallery, Sackville, N.B
- 1998	 Neutral Ground, Regina, SK
- 1999	 Art Gallery of Peel, Brampton, Ont.
- 1999    Paul Petro Contemporary Art, Montreal, QC
- 1999	 University of Guelph, Guelph, Ont.
- 2000    Lake Placid Center for Arts, Lake Placid N.Y
- 1999	 SAW Gallery, Ottawa, Ont
- 2000	 Aspace, Toronto, Ontario
- 2001	 York University, Toronto, On.
- 2003    SKC, Beograd, Srbija

## Djela u kolekcijama
- Umjetnička galerija Bosne i Hercegovine, Sarajevo
- Gradska umjetnička galerija, Sarajevo, Bosna i Hercegovina
- Galerija portreta, Tuzla, Bosna i Hercegovina
- Nacionalni muzej, Beograd, Srbija
- Museum of Town, Sombor, Srbija
- Umjetnička galerija, Pančevo, Srbija
- Moderna Galerija, Pančevo, Srbija
- Art Gallery of Peel, Brampton, Ontario
- Osler, Hoskin & Harcourt, Toronto, Ontario
- ToM Thompson Art Gallery, Owen sound

## Pedagoški rad
- University of Guelph- 
  - Crtež I: 1998,1999,
  - Crtež II 1999,  Watercolor 2000,
  - Slikarstvo IV 2004,2005:

Avenue road Art School- raeličiti tečajevi za adolescente i odrasle